# ثيوبروسوبون
ثيوبروسوبون  (بالإنجليزية:  Theoprosopon)‏ هو 
الاسم اليوناني لرأس ساحلي في شمال لبنان يعرف اليوم باسم  رأس الشقعة. يقع الرأس الساحلي بين مدينتي البترون وطرابلس القديمتين، ويشكل حاجزًا كبيرًا يخترق ساحل لبنان مما يجعل من المستحيل على المسافرين الدوران. ويمر الطريق الساحلي الحديث اليوم عبر نفقين.

## الخلفية التاريخية
خلال العصور القديمة، كان يوجد هناك طريق موازي للبحر، مما جعل من الممكن الدوران حول الرأس الساحلي وربط البترون بطرابلس. يذكر المؤرخون أن زلزال العام 551 ميلادي تسبب في انهيار أرضي أدى إلى غرق الطريق في البحر بشكل دائم، مما عزل طرابلس عن البترون وجبيل.
تغير اسم الرأس الساحلي على مر التاريخ، ويعتبر أقدم ذكر له في كتابات المؤرخ اليوناني بوليبيوس الذي سماه «ثيو بروسوبون» أو «وجه الإله». وذكره علماء الجغرافيا اليونانيين بطليموس وسترابون تحت اسم ثيوبروسوبون، وأطلق عليه عالم الجغرافيا الروماني بومبونيوس اسم «برومونتوريوم إوبروسوبون» أو «رأس الوجه الجيد». ولم يستخدم اسم «ليثوبروسوبون» إلا في زمن الإمبراطورية البيزنطية عندما كانت المنطقة مسيحية بالكامل، وتم تغييره من «ثيو بروسوبون» إلى ليثوبروسوبون أو «وجه الحجر». ترجم المؤرخون الآراميون والسريانيون هذا الاسم إلى «بارسيف كيبا»، ثم ترجمه لاحقًا المؤرخون العرب إلى «أنف الحجر» و «وجه الحجر». أما المؤرخون في الحروب الصليبية فقد سموه «مقصورة الحاكم» أو «جبل الجنرال». وفي أوقات المماليك والعثمانيين، فقد تم إعادة تسميته باسمه العربي «وجه الحجر».
كتب المؤرخ الفرنسي لوران دارفيو في عام 1660 أن الفرنجة أطلقوا على الرأس اسم «كاب روج»، وهو تغيير للكلمة العربية اللبنانية «وش» والتي تعني «وجه». في العام 1688، منح جان دي لا روك الرأس اسميين إضافيين هما كابو باغرو وكابوج. وربما كان اسم كابوج تغييرًا لاسم «كاب روج»، وقد يكون مشتقًا من «كابو بوجيو» أو «رأس التلة» والذي يطابق الاسم الحالي للرأس «رأس الشقعة». ومن المحتمل أن التلة في الاسم تشير إلى  دير السيدة النورية الأرثودكسي والذي تم بناؤه في ذلك الوقت.

## المعالم السياحية الحديثة
يعد الرأس الساحلي في هذا الوقت موطنًا لعدة منتجعات شاطئية، كما أنه موقع حج مسيحي شهير حيث يزور المؤمنون ضريح ودير السيدة النورية الواقعة في  قرية حامات.

## الأراضي الرطبة
يوجد ملجأ للأراضي الرطبة في منحدرات دير النورية في رأس الشقعة، وهي مدرجة في قائمة الأراضي الرطبة ذات الأهمية الدولية بموجب اتفاقية رامسار (طالع قائمة مواقع رامسار في لبنان).